# Grotto Residence
La Grotto Residence est une maison américaine dans le comté de Washington, dans l'Utah. Protégée au sein du parc national de Zion, elle a été construite en 1924 dans le style rustique du National Park Service pour servir de musée à l'aire protégée. Transformée en logement par Harry Langley et le Civilian Conservation Corps en 1936, elle est inscrite au Registre national des lieux historiques depuis le 14 février 1987.